# Episodi di Brothers (serie televisiva 1984) (terza stagione)
La terza stagione della serie televisiva Brothers è stata trasmessa in anteprima negli Stati Uniti d'America da Showtime tra il 23 aprile 1986 e il 3 dicembre 1986.
| nº | Titolo originale                             | Titolo italiano | Prima TV USA      | Prima TV Italia |
| -- | -------------------------------------------- | --------------- | ----------------- | --------------- |
| 1  | Hairball Blues                               |                 | 23 aprile 1986    |                 |
| 2  | Take Me Out of the Ball Game                 |                 | 30 aprile 1986    |                 |
| 3  | Donald's Half-Sister                         |                 | 7 maggio 1986     |                 |
| 4  | The Seduction of Lou                         |                 | 14 maggio 1986    |                 |
| 5  | A Penny a Dance                              |                 | 28 maggio 1986    |                 |
| 6  | Wake Me Up Before You Go Go                  |                 | 4 giugno 1986     |                 |
| 7  | Blind Love                                   |                 | 11 giugno 1986    |                 |
| 8  | Brothers Three                               |                 | 25 giugno 1986    |                 |
| 9  | The Song Remains the Same                    |                 | 18 giugno 1986    |                 |
| 10 | The Play's the Thing                         |                 | 9 luglio 1986     |                 |
| 11 | Harry and the Ogre of Ock                    |                 | 15 luglio 1986    |                 |
| 12 | Mother's Day                                 |                 | 30 luglio 1986    |                 |
| 13 | Two-Timin' Man                               |                 | 6 agosto 1986     |                 |
| 14 | If I Only Had a Watchamacallit               |                 | 20 agosto 1986    |                 |
| 15 | Goodbye, Cliffie                             |                 | 3 settembre 1986  |                 |
| 16 | Joe Leaves This Old World Behind             |                 | 10 settembre 1986 |                 |
| 17 | Whose 'Golden Years' Is It, Anyway? (Part 1) |                 | 17 settembre 1986 |                 |
| 18 | Whose 'Golden Years' Is It, Anyway? (Part 2) |                 | 24 settembre 1986 |                 |
| 19 | Lay the Points                               |                 | 8 ottobre 1986    |                 |
| 20 | The Boxer                                    |                 | 15 ottobre 1986   |                 |
| 21 | The Gang Who Could Shoot Straight            |                 | 29 ottobre 1986   |                 |
| 22 | A Penny for Your Dreams                      |                 | 5 novembre 1986   |                 |
| 23 | Iceman                                       |                 | 12 novembre 1986  |                 |
| 24 | Still Married After All These Years          |                 | 19 novembre 1986  |                 |
| 25 | Mi Casa Es Sewer Casa                        |                 | 3 dicembre 1986   |                 |